# Опан (Во)
Опан (фр. Oppens) — громада  в Швейцарії в кантоні Во, округ Гро-де-Во.

## Географія
Громада розташована на відстані близько 65 км на південний захід від Берна, 21 км на північ від Лозанни.
Опан має площу 3,6 км², з яких на 6,1% дозволяється будівництво (житлове та будівництво доріг), 64,9% використовуються в сільськогосподарських цілях, 28,2% зайнято лісами, 0,8% не є продуктивними (річки, льодовики або гори).

## Демографія
2019 року в громаді мешкало 203 особи (+22,3% порівняно з 2010 роком), іноземців було 24,1%. Густота населення становила 56 осіб/км².
За віковим діапазоном населення розподілялося таким чином: 22,2% — особи молодші 20 років, 64% — особи у віці 20—64 років, 13,8% — особи у віці 65 років та старші. Було 72 помешкань (у середньому 2,7 особи в помешканні).
Із загальної кількості 204 працюючих 80 було зайнятих в первинному секторі, 34 — в обробній промисловості, 90 — в галузі послуг.